# Registro, São Paulo
Registro là một đô thị ở bang São Paulo của Brasil.

## Thông tin nhân khẩu
- Tổng dân số: 53.752 người
  - Đô thị hóa
    - Thành thị: 43.066 (80,1%)
    - Nông thôn: 10.686 (19,9%)

  - Giới tính
    - Nam giới: 26.837 (49,9%)
    - Nữ giới: 26.915 (50,1%)
- Mật độ dân số: 75,04 người trên mỗi km²
- Tỷ lệ tử vong trẻ sơ sinh: 4,65/1 triệu trẻ
- Tuổi thọ bình quân: 69,57 anos
- Tỷ lệ sinh: 2,85 số trẻ trên mỗi bà mẹ
- Tỷ lệ biết đọc biết viết: 91,40%
- Chỉ số phát triển con người (HDI-M): 0,777
  - Chỉ số phát triển con người - Thu nhập: 0,719
  - Chỉ số phát triển con người - Tuổi thọ: 0,743
  - Chỉ số phát triển con người - Giáo dục: 0,869

Nguồn: Điều tra dân số năm 2000 (IBGE).